# Adoração dos Reis Magos (Spedale degli Innocenti)
A Adoração dos Reis Magos é uma pintura do mestre renascentista italiano Domenico Ghirlandaio, executada por volta de 1485-1488 e alojada na galeria Spedale degli Innocenti em Florença, Itália. A predella, pintada por Bartolomeo di Giovanni, fica no mesmo local.

## Temática
A Adoração dos Reis Magos (do título da seção em latim da Vulgata, A Magis adoratur) é o nome tradicionalmente dado ao tema cristão parte da Natividade, no qual os três reis magos, representados como reis vindos do oriente, tendo encontrado Jesus ao seguir a estrela de Belém, colocam aos pés do Menino Jesus presentes de ouro, incenso e mirra. Eles também o adoram como "rei dos judeus". Este evento foi relatado no Evangelho de Mateus.

## História
Em 28 de outubro de 1485, Francesco di Giovanni Tesori, prior do Spedale degli Innocenti, hospital fundador de Florença, assinou um contrato detalhado com Ghirlandaio sobre a encomenda de um retábulo para o altar-mor da igreja anexa de Santa Maria degli Innocenti. O tema escolhido foi a Adoração dos Reis Magos, um tema comum na arte florentina do século XV. O contrato especificava que o próprio mestre tinha que pintá-la (para evitar o uso frequente que fazia de sua oficina), de acordo com um desenho aprovado pelo comissário, e deveria ser pintada com cores preciosas. A obra deve ser concluída em até trinta meses, em recompensa de 115 florins.